# Терновский сельский совет (Харьковская область)
Терно́вский либо Терновско́й сельский совет (укр. Тернівська сільська рада) — входит в состав Харьковского района Харьковской области Украины.
Административный центр сельского совета находится в селе Терновая.

## История
- 1920 — дата образования Терновского Совета депутатов трудящихся в составе Харьковского уезда Харьковской губернии Украинской Советской Советской Социалистической Республики.
- С 1923 года — в составе Харьковского округа, с 1932 — Харьковской области УССР.
- После ВОВ Переможский поселковый совет был присоединён к Терновскому сельсовету.
- Сельсовет просуществовал 100 лет.

## Адрес сельсовета
- 62421, Харьковская область, Харьковский район, село Терновая, ул. Советская, дом 347.

## Населённые пункты совета
- село Тернова́я (бывшая слобода)
- село Перемо́га (первоначально совхоз Побе́да)